# 長万部町立長万部中学校
長万部町立長万部中学校（おしゃまんべちょうりつおしゃまんべちゅうがっこう）は、北海道山越郡長万部町字栄原138番地にある公立中学校。
2021年度（令和3年度）現在の生徒数は93名。

## 年表
- 1947年（昭和22年）- 長万部町内に新制の中学校(長万部、静狩、国縫、双葉の)4校を開校。長万部町立長万部中学校として（字陣屋町に）開校。
- 1960年（昭和35年）- 全道中学校剣道大会で優勝を果たす。
- 1964年（昭和39年）- 校舎改築工事完了。
- 1968年（昭和43年）- 体育館を新築落成。夜警員を配置。
- 1975年（昭和50年）- 8月、長万部中学校女子ソフトボールチームが初出場で全道優勝を果たす。
- 1982年（昭和57年） - 長万部、静狩、国縫、双葉の4中学校を統合した（新）長万部中学校が開校、これにより学区が大幅に変更され、長万部町内全域を長万部中学校がカバーすることになる。また、校舎が現在地の栄原に移転。旧校舎に併設していた体育館を長万部町民体育館として運用を継続し、旧校舎は解体。
- 2005年（平成17年） - 北海道長万部高等学校との連携型中高一貫教育を開始。

## 児童数
- 2021年度（令和3年度）
- 1学年　30名
- 2学年　33名
- 3学年　30名　計93名

## 交通
- JR北海道長万部駅 徒歩15分。

## 部活動
- 野球部
- サッカー部（学校外）
- バレーボール部
- 卓球部
- バスケットボール部
- 陸上部
- 剣道部
- 柔道部
- スキー部
- 吹奏楽部